# ستزه
ستزه (به ایتالیایی: Sezze) یک کومونه در ایتالیا است که در استان لاتینا واقع شده‌است. ستزه ۱۰۱ کیلومتر مربع مساحت و ۲۴٬۸۹۴ نفر جمعیت دارد و ۳۱۹ متر بالاتر از سطح دریا واقع شده‌است.

## خواهرخوانده
شهرهای لیونی و Kozármisleny خواهرخوانده‌های ستزه هستند.